# Gerais de Balsas
A Região de Planejamento dos Gerais de Balsas é uma das 32 regiões administrativas do estado do Maranhão, no Brasil. É a maior Região de Planejamento em área e a de maior produção agrícola, principalmente soja, milho e algodão. Seu nome se deve ao prolongamento dos campos gerais do planalto central Brasileiro.
Balsas é o maior município tanto em área como em população. É, também, o município com a maior economia de toda a região sul do Maranhão.

## Formação
A Região é formada por seis municípios. São eles:
- Alto Parnaíba
- Balsas
- Fortaleza dos Nogueiras
- Nova Colinas
- Riachão
- Tasso Fragoso